# Kieler Bucht

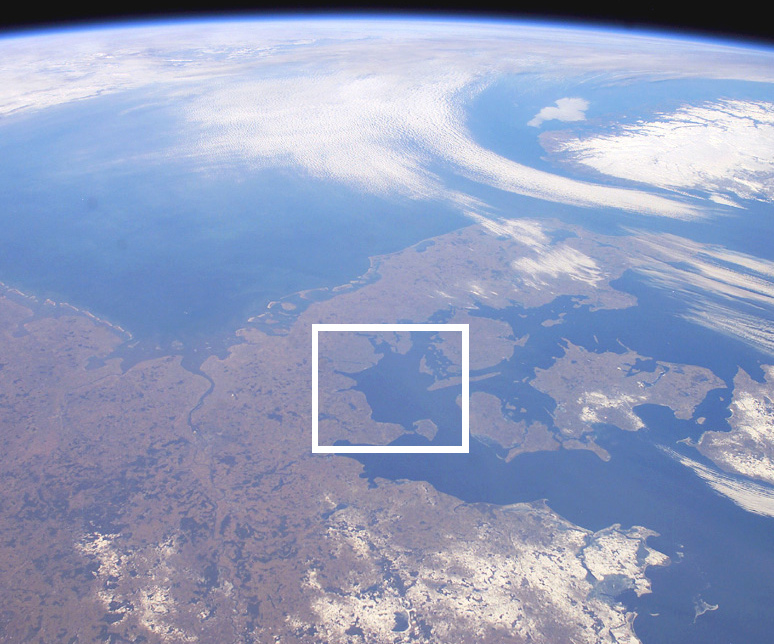
Kieler Bucht von Südosten aus dem All, aus dieser Perspektive in der Mitte über der Halbinsel Wagrien und der Insel Fehmarn

Die Kieler Bucht, dänisch Kiel Bugt, ist eine Bucht der Ostsee, in deren ungefährer Mitte die Kieler Förde nach Kiel führt. Im Westen und Süden wird sie von den Küsten Schleswig-Holsteins, im Südosten von der Insel Fehmarn und im Norden von den dänischen Inseln Als, Ærø und Langeland begrenzt. In ihrem Nordwesten in der Flensburger Förde verläuft die Grenze zwischen Deutschland und Dänemark. Die Kieler Bucht enthält weitere kleinere Buchten und Meeresarme wie die Schlei, die Eckernförder Bucht und die Hohwachter Bucht.
Die Kieler Bucht ist durch den Fehmarnbelt (Kiel-Ostsee-Weg) und den Fehmarnsund mit der Mecklenburger und der Lübecker Bucht verbunden.
In der zentralen Kieler Bucht befindet sich der Leuchtturm Kiel. Neben seiner Eigenschaft als Leuchtfeuer für die Seefahrt befindet sich hier auch eine Lotsenstation, eine Wetterstation des Deutschen Wetterdienstes (DWD) und eine Messstelle des Helmholtz-Zentrums für Ozeanforschung Kiel (GEOMAR) und des Bundesamts für Strahlenschutz.
Laut Untersuchungen aus Deutschland befinden sich (Stand 2020) noch etwa 35.000 Tonnen Kampfmittel des Zweiten Weltkriegs versenkt in der Kieler Bucht. Etwa 25 % der durch das Thünen-Institut für Fischereiökologie untersuchten Kliesche aus der Kieler Bucht besaßen Lebertumore. In unbelasteten Gebieten liegt die Quote bei 5 %.

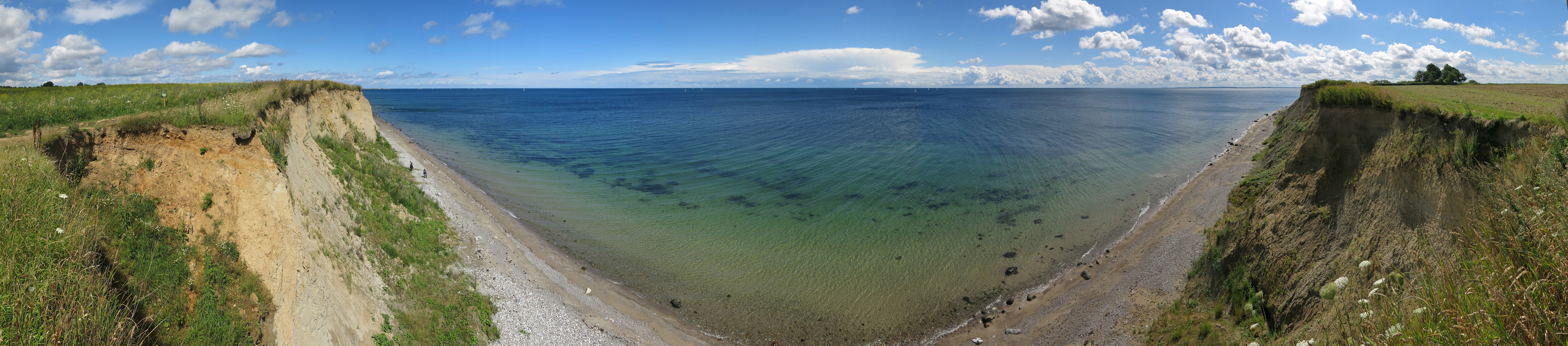
Blick vom Geotop Kliff Schönhagen südlich von Schönhagen über die Kieler Bucht. Am Horizont links die dänische Insel Ærø